# Chyšky
Chyšky (německy Klein Chischka) jsou obec v okrese Písek v Jihočeském kraji. Žije zde přibližně 1 100 obyvatel.

## Historie

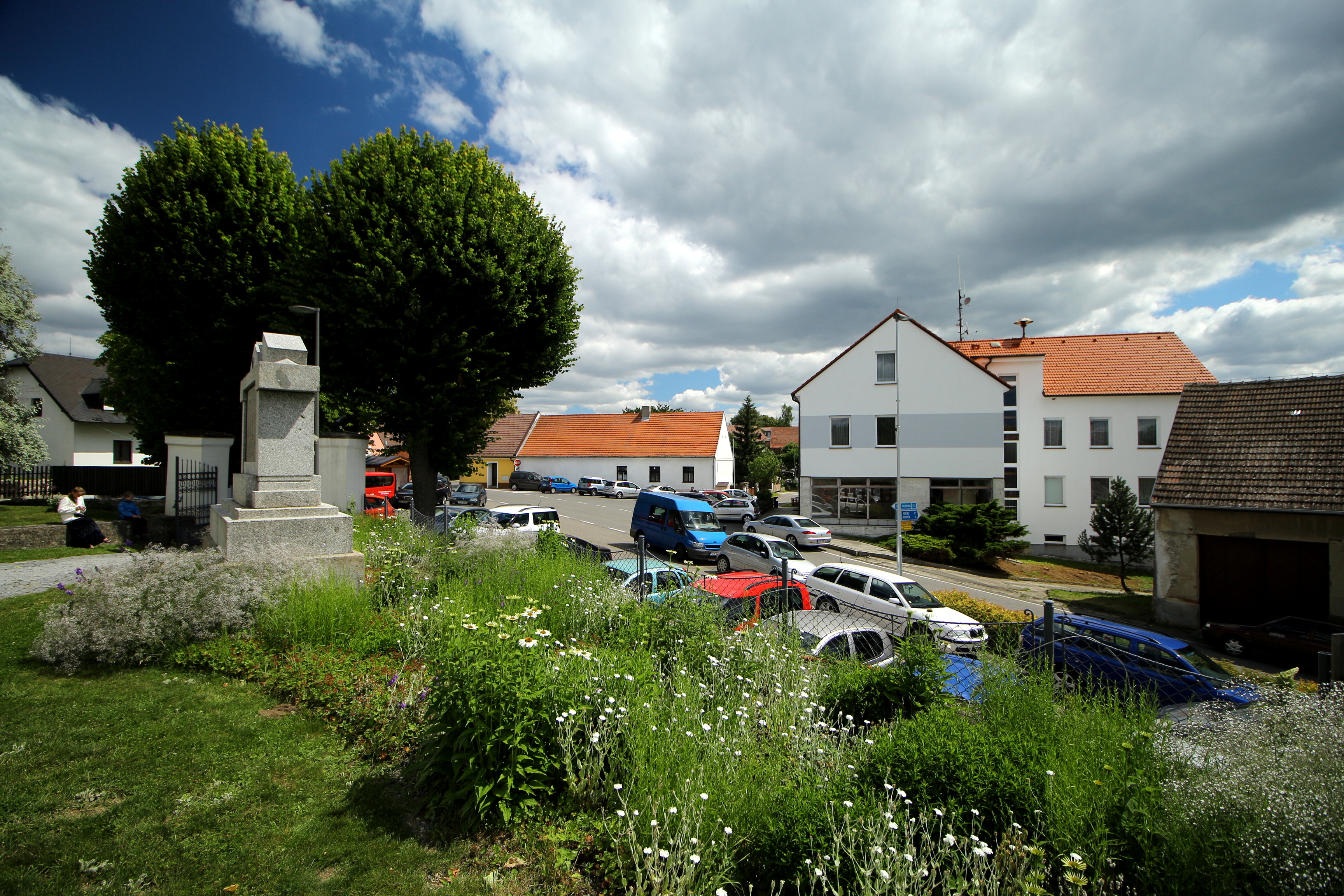
Střed obce u kostela, v levé části snímku je pomník místním občanům padlých v první světové válce

První písemná zmínka pochází z roku 1291. Obec vznikla v raném středověku v blízkosti křižovatky obchodních cest. Dřívější používaný název obce byl Malá Chýše nebo Malá Chýška. V roce 1390 byl majitelem Jindřich z Rožmberka. V roce 1480 koupili Chyšky Doudlebští z Doudleb.
Roku 1593 zde žil Jindřich Doudlebský z Doudleb a založil roku 1599 špitál pro chudé, faru a také obnovil kostel. Roku 1610 nechal vystavět u kostela kapli Svaté Trojice, kde byl po své smrti 1614 pohřbený. Před svou smrtí odkázal Chyšky, s kostelem, farou a s příslušenstvím městu Písku. Zároveň věnoval městu také finanční hotovost na milosrdné skutky, na kněze pod obojí a na zaopatření nemocných v chyšeckém špitále.
Město Písek o vesnici přišlo konfiskací po bělohorské době. Roku 1651 prodal císař Ferdinand III. Habsburský Chyšky Jaroslavu z Kolovrat. Poté se majitelé často střídali. V roce 1685 byly Chyšky v držení řádu strahovského kláštera, který je roku 1703 prodal. V držení rodu Kinských z Vchynic a Tetova byla ves v letech 1715–1724. V tomto roce jeho syn Jan Václav ves prodal Kryštofu Malovcovi z Malovic. Z dalších majitelů to byl v roce 1731 Leopold z Ohrheimbu, po jeho úmrtí jeho manželka. Od ní ves koupil Jan Vančura 1744. Po jeho smrti 1760 byla ves v majetku jeho manželky Jany, která se opět provdala za Adama Skronského z Budšova. Po jejím úmrtí manžel vesnici prodal v roce 1790 chirurgovi Ferdinandu Hlaváčovi. Po něm dědictvím přešla ves na jeho syna Jana. Karel Mladota ze Solopysk byl majitelem v roce 1842. Posledním držitelem byl František Síbrt a po jeho smrti jeho syn Jan.
Roku 1880 byla celá obec Chyška přejmenována na Chyšky.
Významnou měrou zasáhl do života venkovského místního lidu učitel Josef Tomášek, který v letech 1898–1912 vyučoval na místní škole. Podařilo se mu přesvědčit zprvu správce, který v nepřítomnosti vedl hospodářství majitelky nadějkovského panství, a později v roce 1911 i samotnou hraběnku Karolínu Vratislavovou z Kokořova, aby rozparcelovala dvorec v Růžené. Tyto pozemky byly za příznivou cenu odprodané 84 dlouholetým nájemcům. Chalupníci a drobní rolníci v Chyškách, Růžené, Květuši, Chlístově mohli pracovat na svých pozemcích. Sám posléze stejným způsobem zakoupil a také rozdělil další část pozemků. Po ukončení učitelské činnosti se věnoval hospodaření, byl členem několika správních rad a komisí a v letech 1919–1920 poslancem Národního shromáždění. Nemalou měrou se zasloužil o rozvoj tohoto kraje. Zemřel roku 1926 a byl pohřbený na místním hřbitově.
Sbor dobrovolných hasičů byl v obci založený roku 1893. V roce 1933 byly pozemky reformou rozparcelovány. V roce 1934 byly Chyšky poškozeny velikým požárem, který se pokoušelo uhasit 32 hasičských sborů.

## Obyvatelstvo
| Rok            | 1869  | 1880  | 1890  | 1900  | 1910  | 1921  | 1930  | 1950  | 1961  | 1970  | 1980  | 1991  | 2001  | 2011  | 2021  |
| -------------- | ----- | ----- | ----- | ----- | ----- | ----- | ----- | ----- | ----- | ----- | ----- | ----- | ----- | ----- | ----- |
| Počet obyvatel | 2 837 | 2 739 | 2 643 | 2 488 | 2 383 | 2 284 | 1 970 | 1 524 | 1 503 | 1 337 | 1 183 | 1 116 | 1 091 | 1 019 | 1 014 |
| Počet domů     | 358   | 361   | 375   | 384   | 391   | 395   | 408   | 401   | 354   | 338   | 322   | 376   | 465   | 483   | 478   |

## Obecní správa

### Místní části
Obec Chyšky se skládá z dvaceti částí na osmi katastrálních územích.
- Branišov (leží v k. ú. Nosetín)
- Branišovice (k. ú. Branišovice u Ratiboře)
- Hněvanice (leží v k. ú. Branišovice u Ratiboře)
- Hrachov (leží v k. ú. Chyšky)
- Chyšky (i název k. ú.)
- Kvašťov (leží v k. ú. Květuš)
- Květuš (i název k. ú.)
- Mezný (i název k. ú.)
- Nálesí (leží v k. ú. Ratiboř)
- Nosetín (i název k. ú.)
- Nová Ves (leží v k. ú. Chyšky)
- Podchýšská Lhota (i název k. ú.)
- Radíkovy (leží v k. ú. Mezný)
- Ratiboř (i název k. ú.)
- Ratibořec (leží v k. ú. Ratiboř)
- Rohozov (i název k. ú.)
- Růžená (leží v k. ú. Nosetín)
- Vilín (leží v k. ú. Nosetín)
- Voděrady (leží v k. ú. Mezný)
- Záluží (leží v k. ú. Branišovice u Ratiboře)

### Obecní symboly
Znak a vlajka byly obci uděleny rozhodnutím předsedy Poslanecké sněmovny Parlamentu České republiky dne 28. listopadu 2000.

## Pamětihodnosti

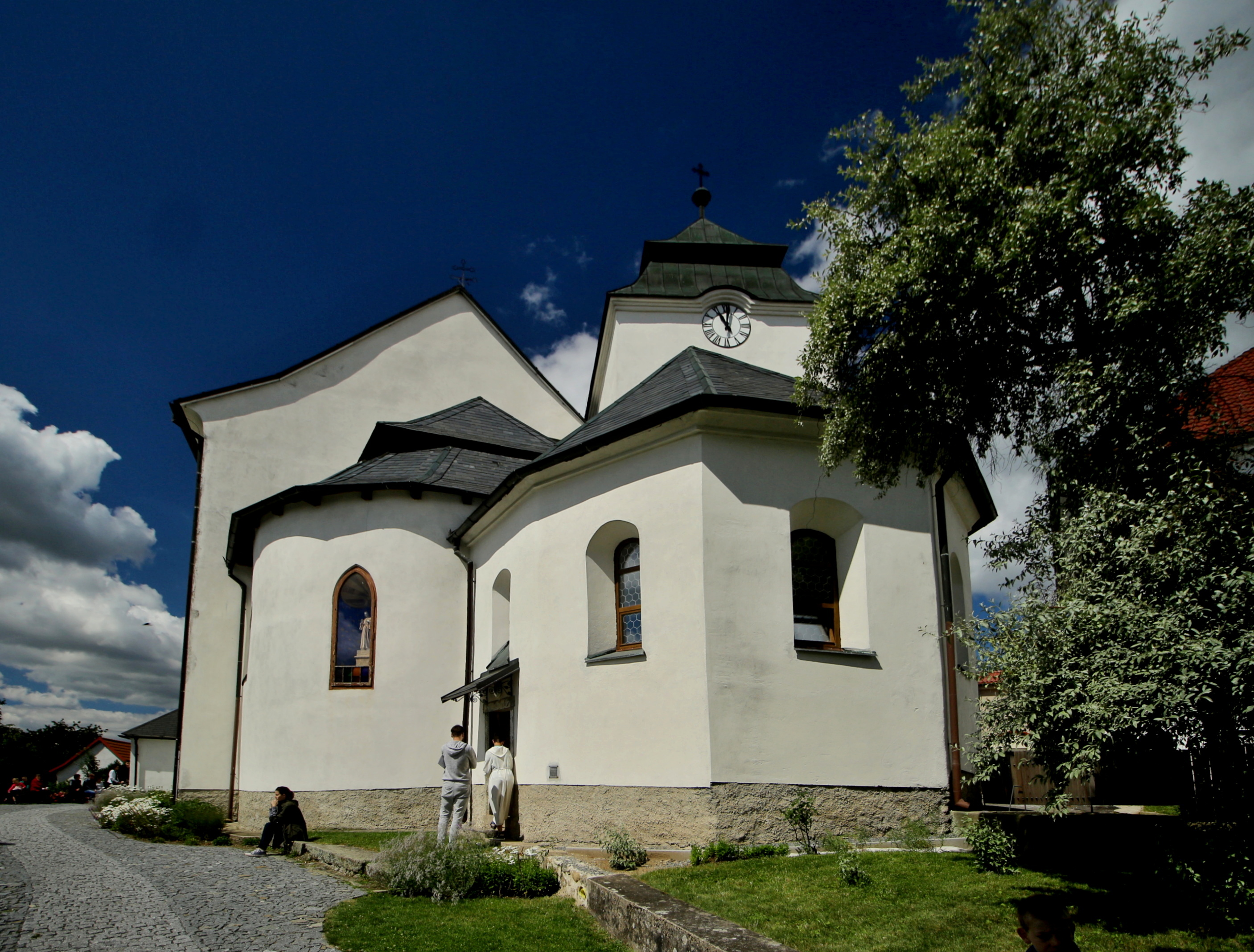
Kostel svatého Prokopa v Chyškách

- Kostel svatého Prokopa založený pány z Rožmberka je společně s farou nejstarší částí Chyšek.[4] První zmínky o něm jsou již z roku 1350.[4]
- Před vchodem do kostela se po pravé straně nachází kamenný kříž. Na podstavci kříže je uvedeno: LP 1828 OPRAVEN 1922
- U kostela se nachází kamenný pomník padlým občanům v první světové válce.
- Na místním hřbitově se nachází další kamenný kříž. Svislé břevno kříže nese také dvě datace: 1852, 1927 a je reliéfně zdobené motivem kalicha.

## Významné osobnosti
- V Chyškách čp. 22 se narodil 5. ledna 1899 akademický malíř krajinář a ilustrátor Alois Moravec († 1987)[7]
- V Nosetíně (části obce Chyšky) žil, tvořil a zemřel akademický malíř Antonín Šít (1915–1983)[12]
- Josef Tomášek († 1926), místní učitel, později poslanec Národního shromáždění – v Chyškách se zasloužil o provedení pozemkové reformy již před první světovou válkou[13]

## Zajímavost
- Chyšky patří k nejvýše položeným obcím v okrese (670 metrů).[14]

## Galerie

Chyšky a okolí
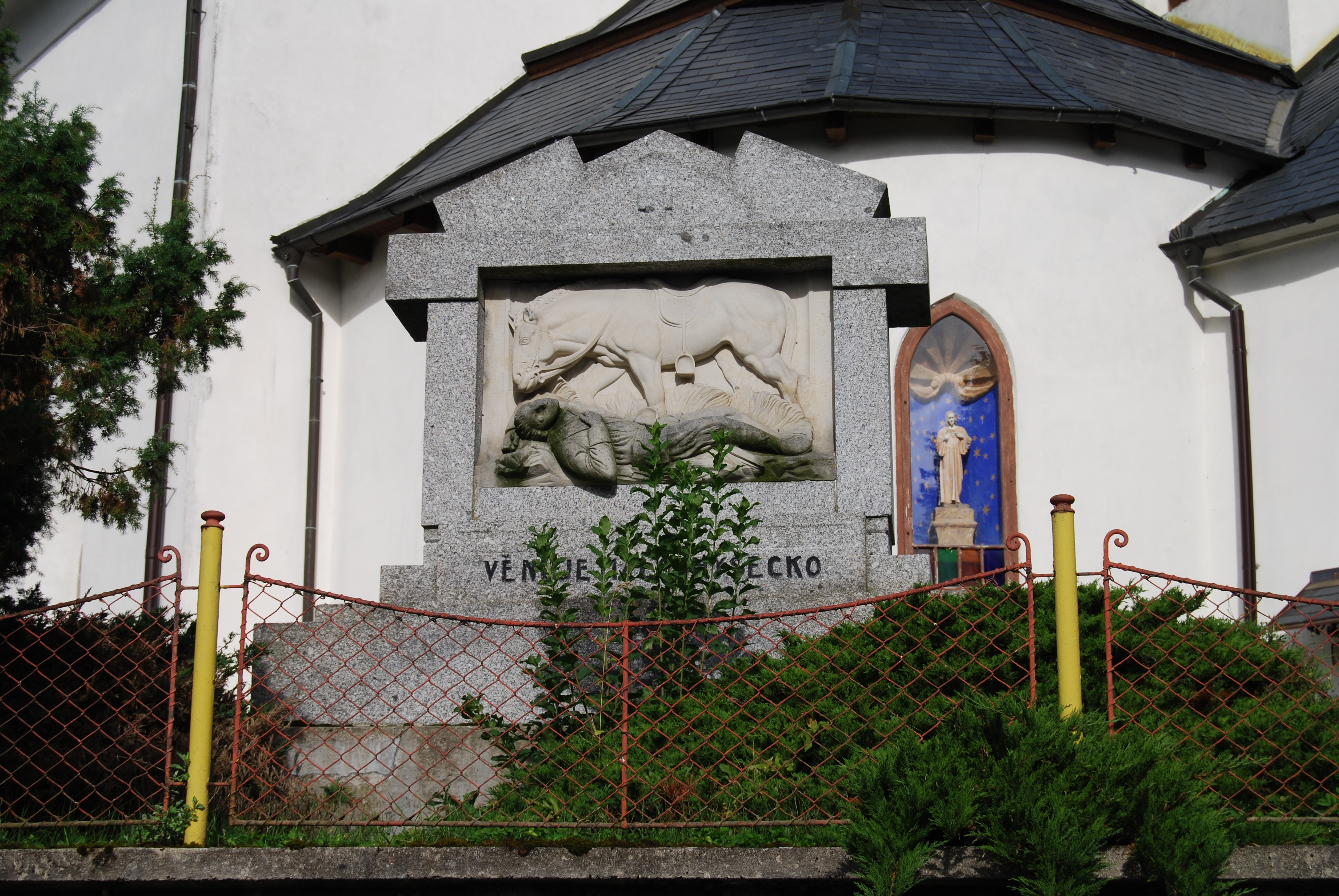
Pomník padlým u kostela
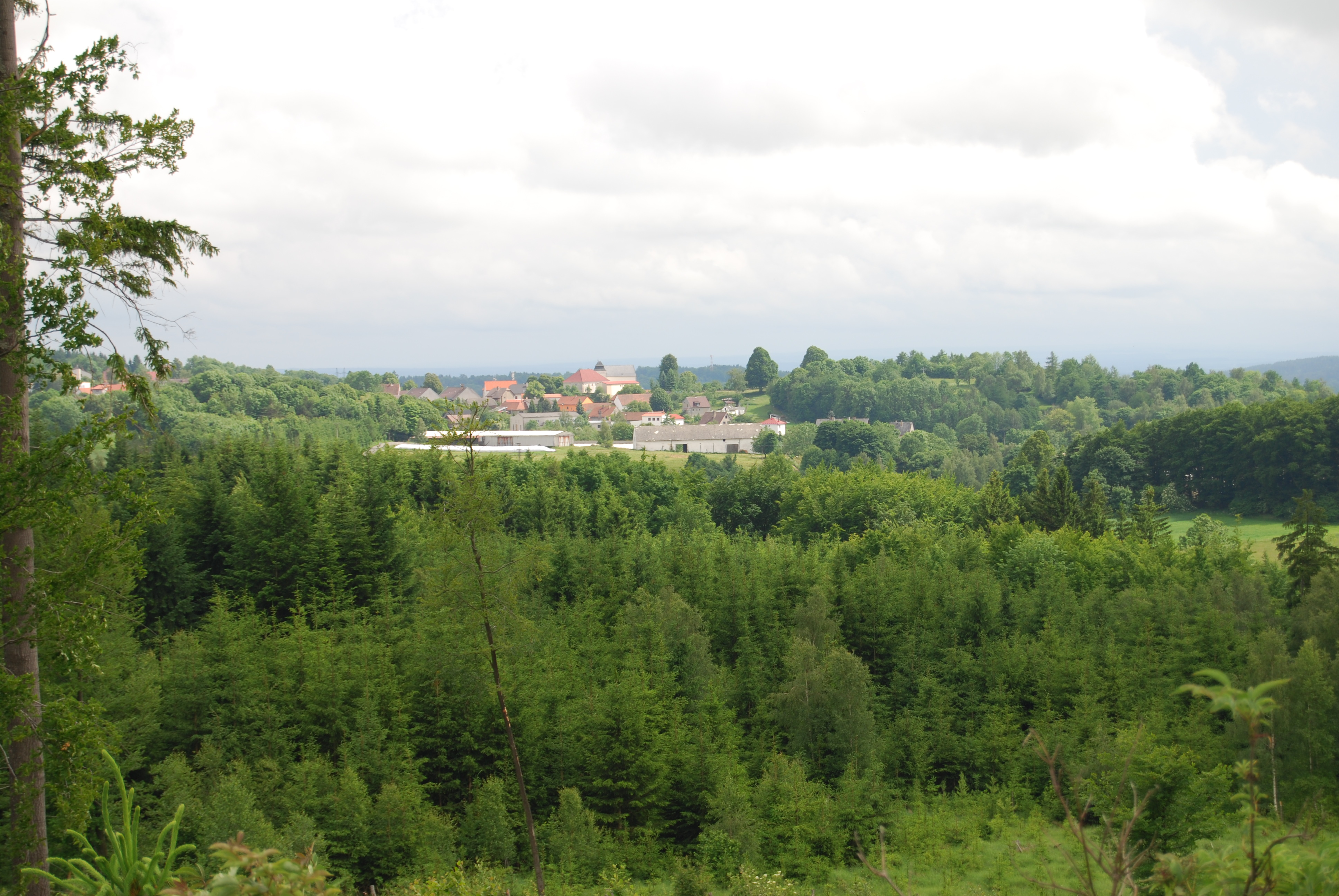
Pohled na obec z vrchu Kozlov
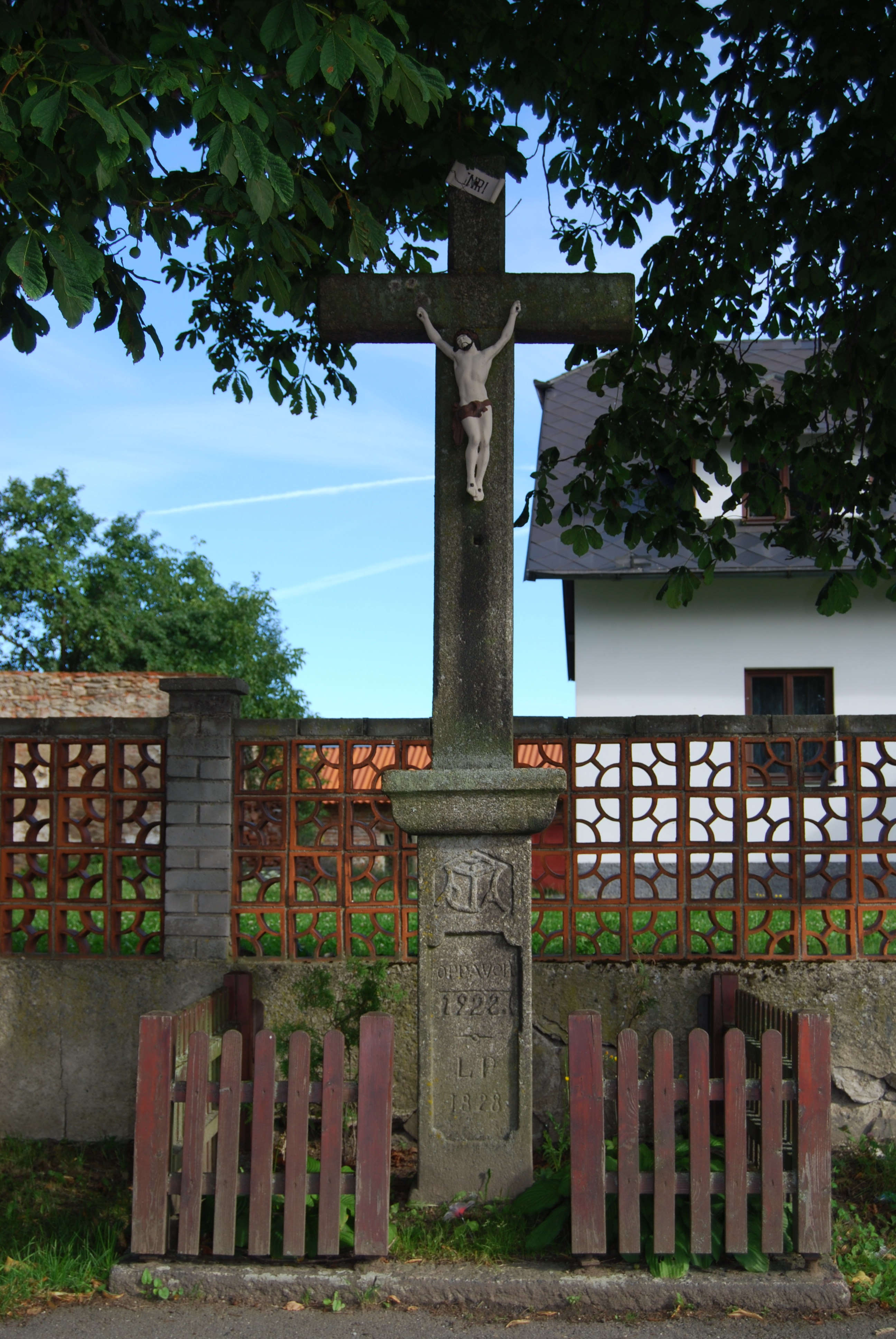
Kříž před kostelem
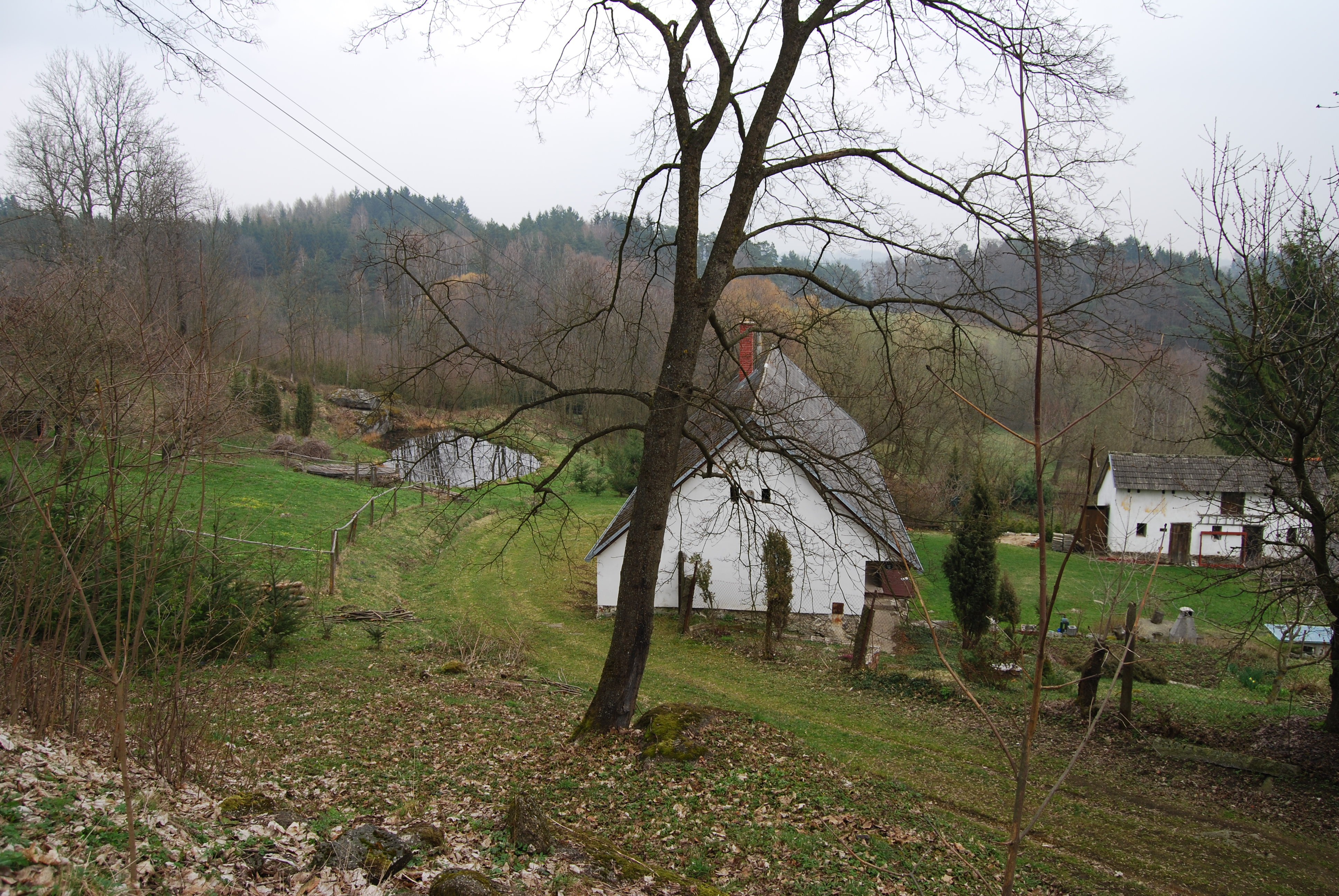
Kvašťov
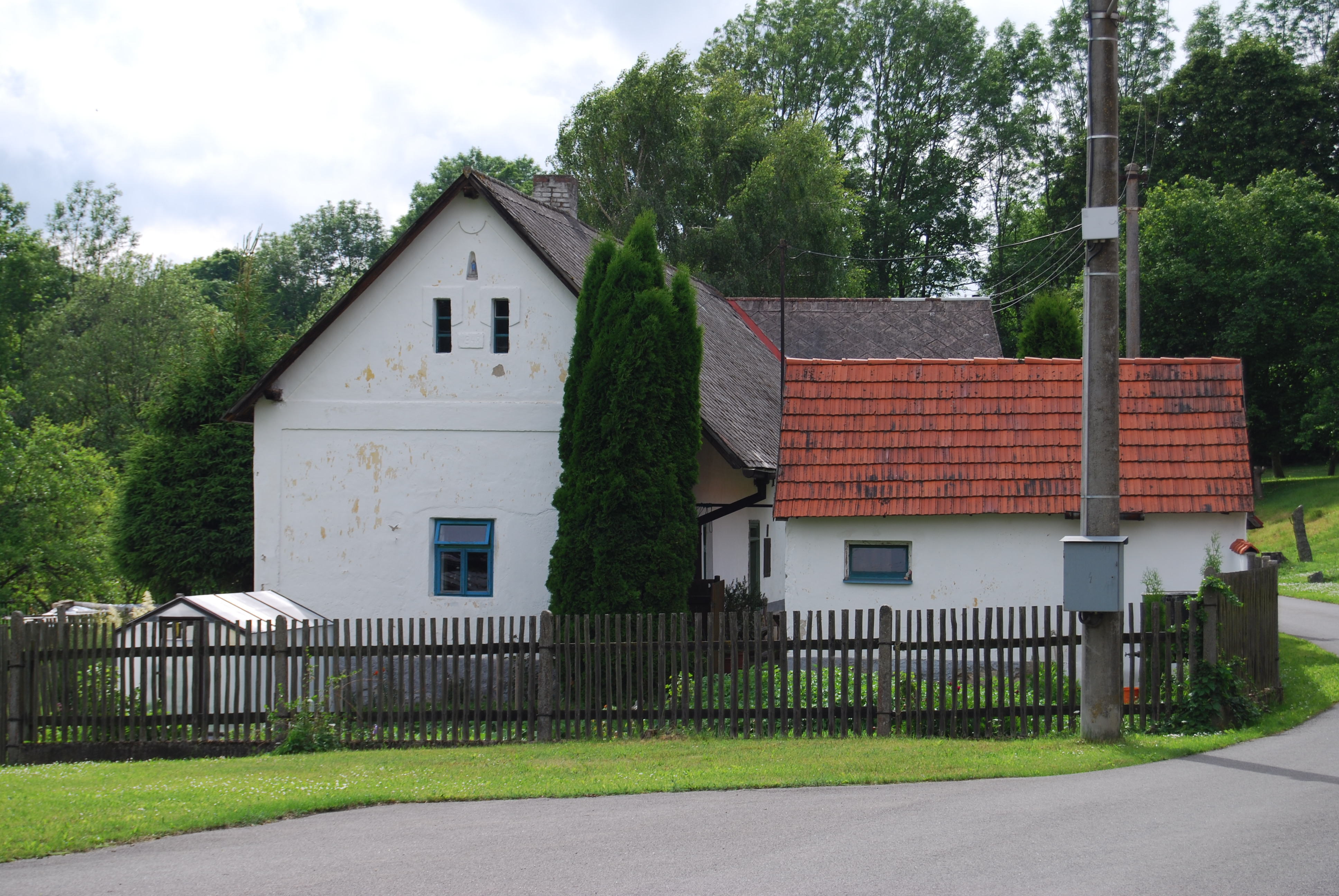
Záluží
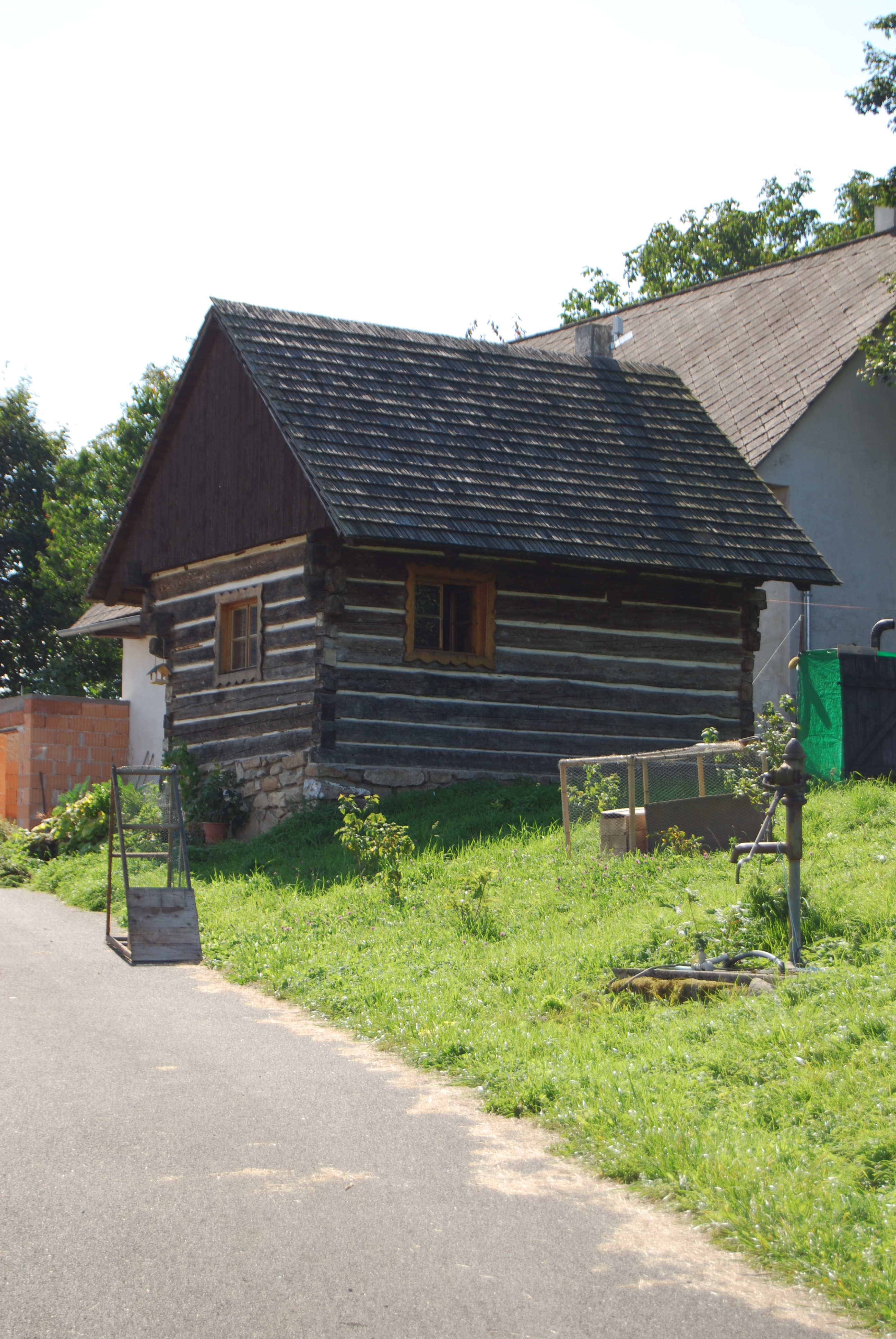
Ratiboř
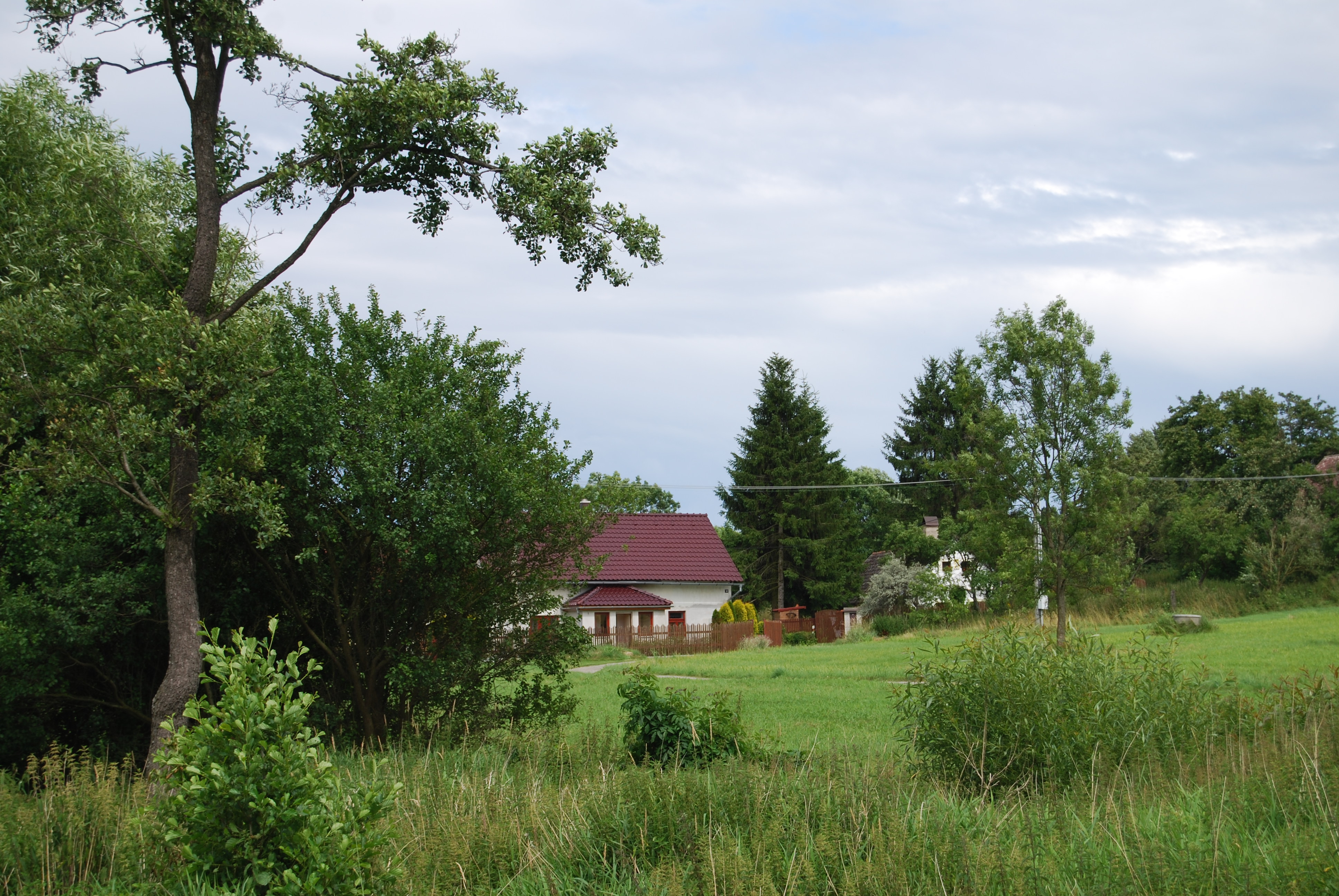
Růžená
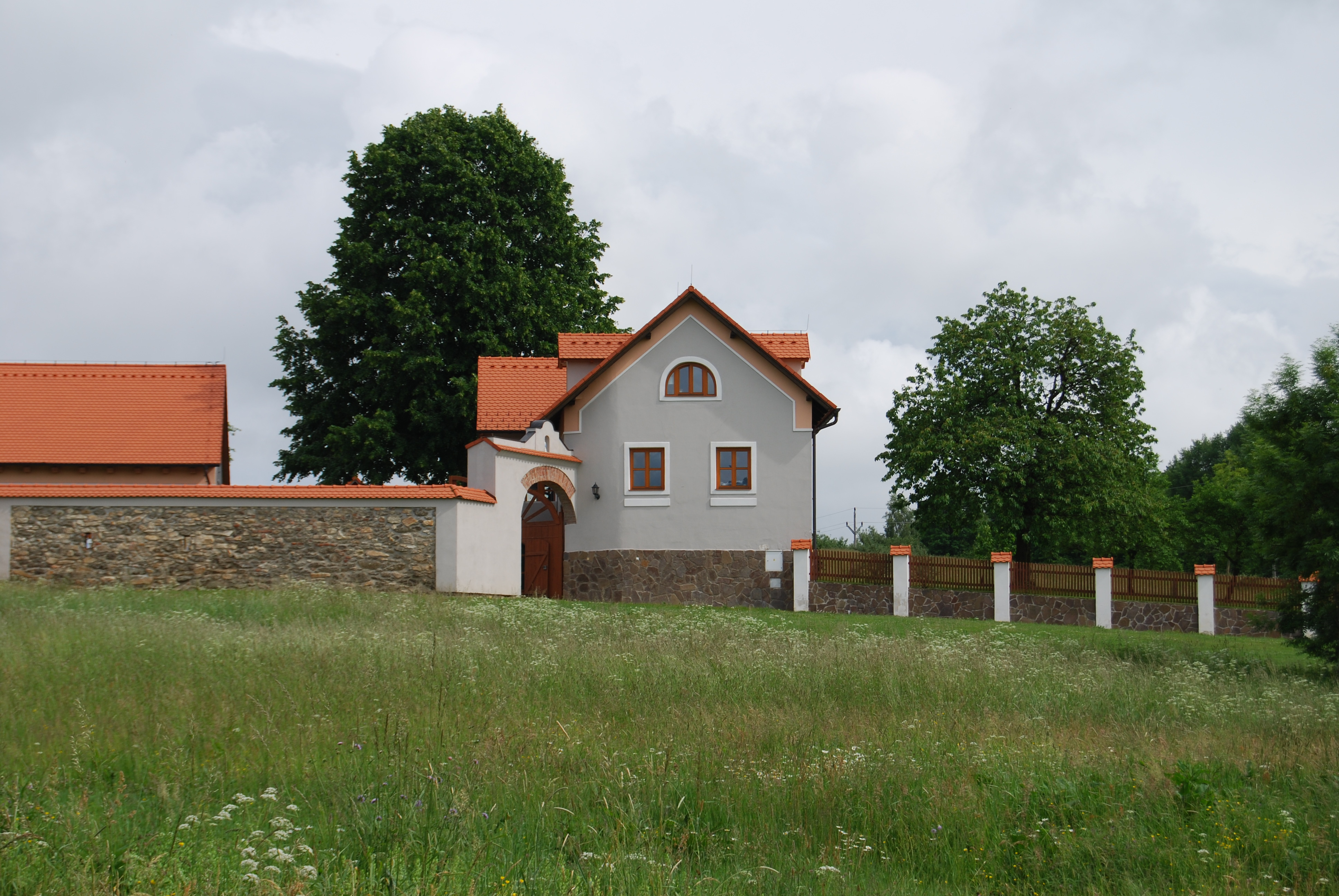
Hrachov
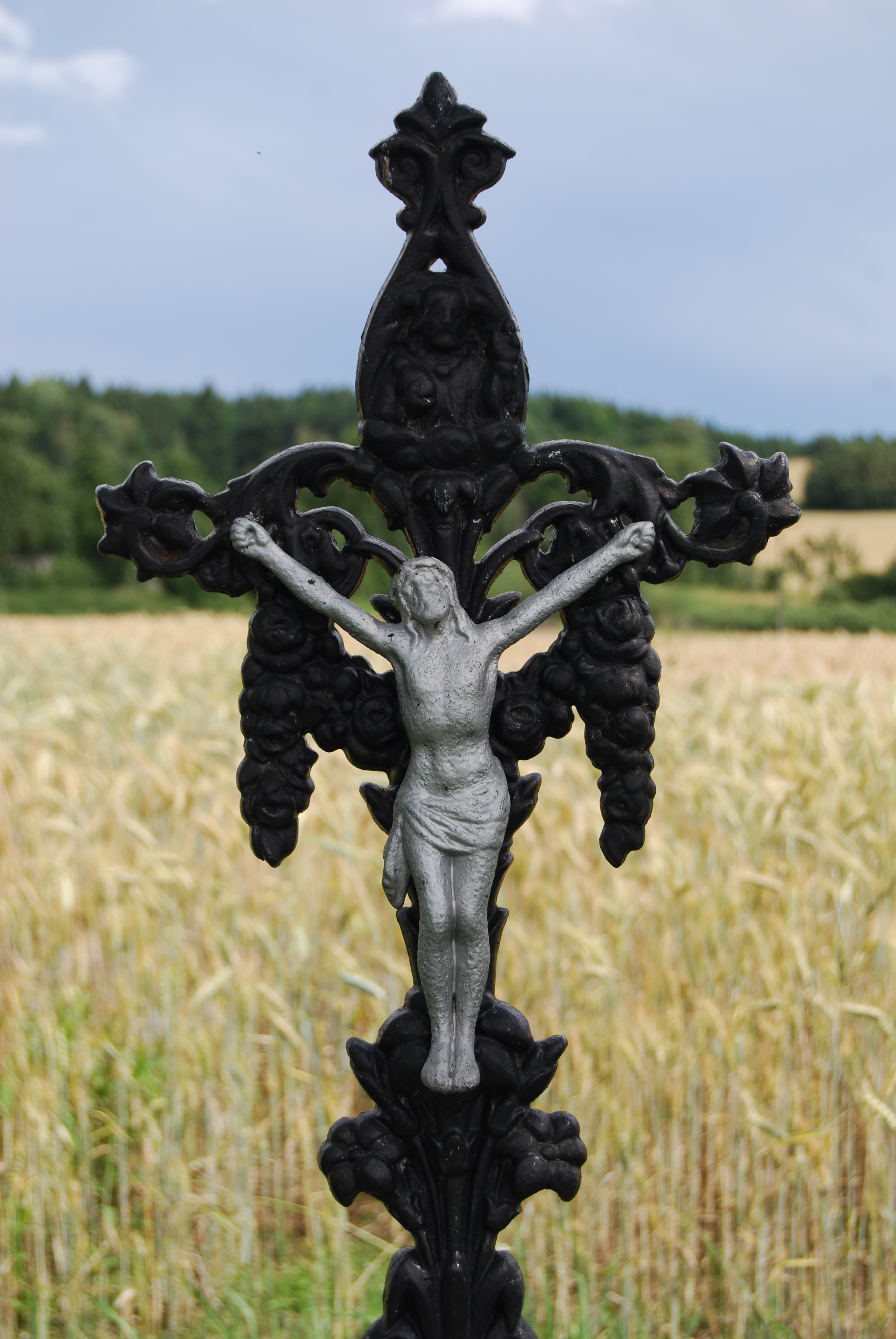
V polích ...Růžená
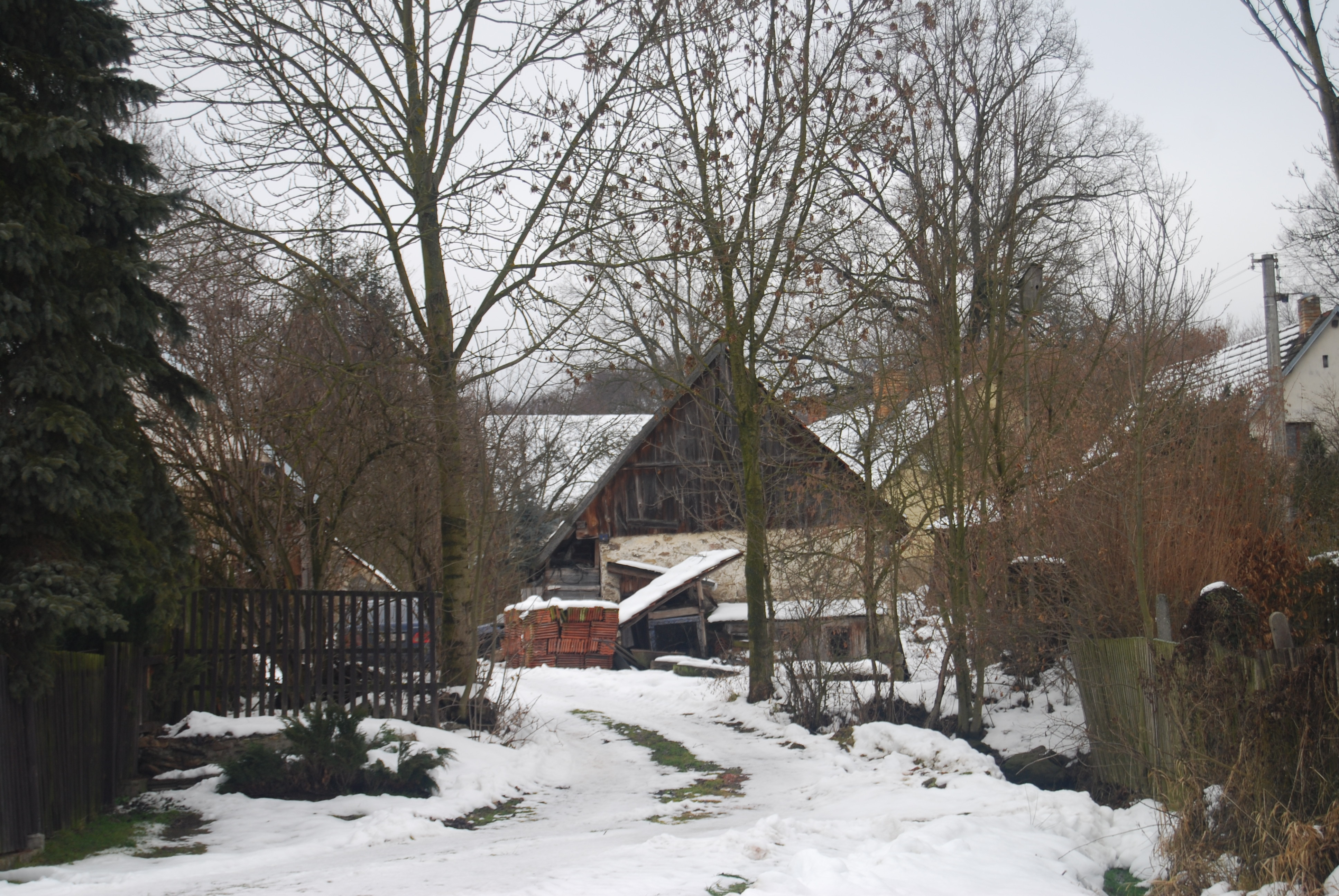
Podchýšská Lhota v zimě
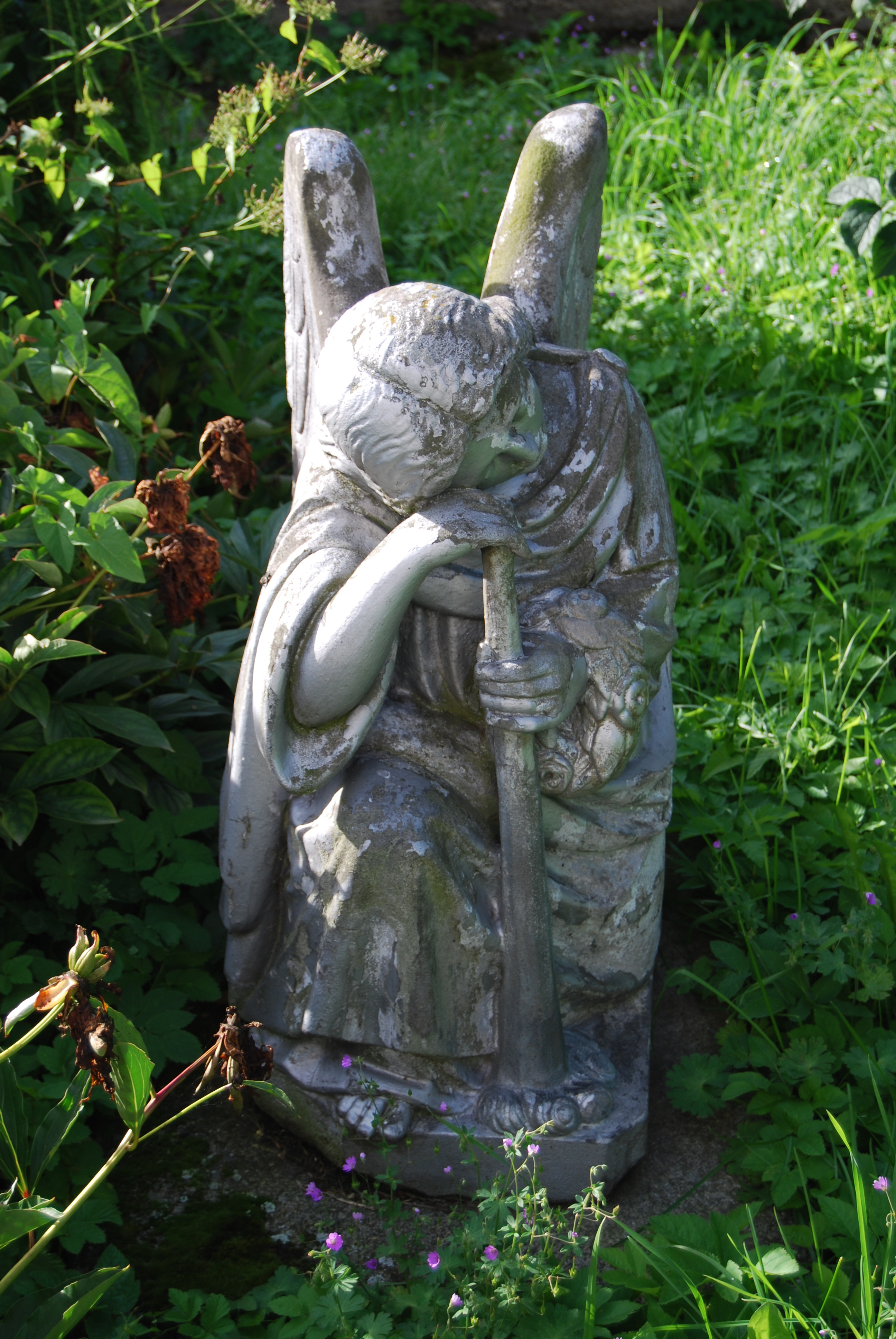
Anděl na chyšeckém hřbitově
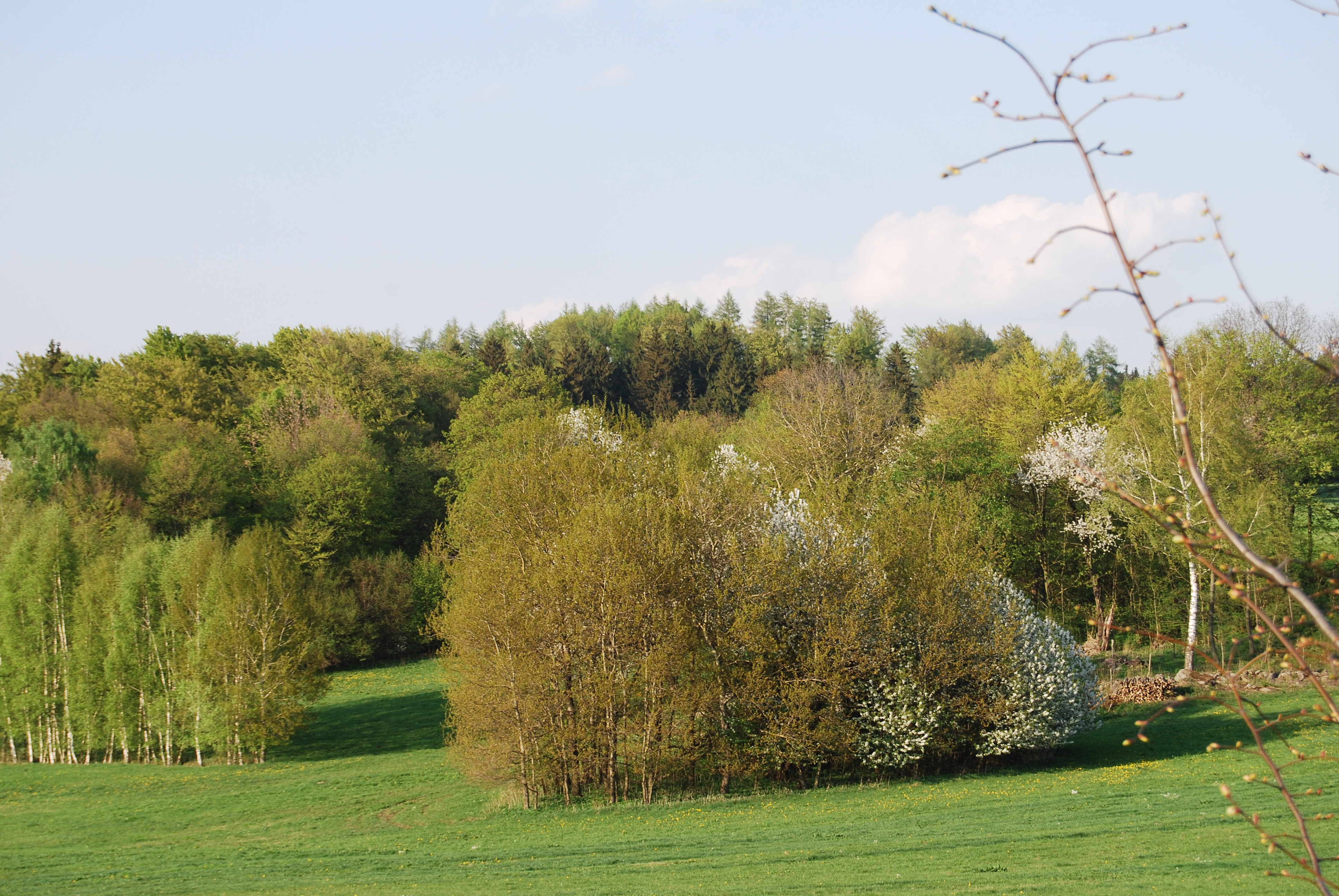
Zelená na chyšecku